# Elçin Afacan
Elçin Afacan (ur. 22 stycznia 1991 w Stambule) – turecka aktorka.

## Życiorys
Po ukończeniu edukacji na Uniwersytecie sztuk pięknych Mimar Sinan, zadebiutowała w 2016 roku w programie Görevimiz Komedi. W tym samym roku zaczęła grać w serialu Içerde, a w kolejnym również w Deli Gönül. W 2019 zagrała w Bir Aile Hikayesi, a w latach 2020-2021 występowała w Sen Çal Kapimi.

## Filmografia
| Rok       | Tytuł             | Rola         |
| --------- | ----------------- | ------------ |
| 2016      | Görevimiz Komedi  | uczestniczka |
| 2016-2017 | Içerde            | Gülçin       |
| 2017      | Deli Gönül        | uczennica    |
| 2019      | Bir Aile Hikayesi | Beste Günes  |
| 2020-2021 | Sen Çal Kapimi    | Melek Yücel  |